# Luis Diego de Santander
Pour les articles homonymes, voir Santander.
Luis Diego de Santander, né en 1527 à Écija (Séville) en Espagne et mort le 17 décembre 1599 à Séville (Espagne), est un prêtre jésuite espagnol d'origine juive, prédicateur et missionnaire de l'intérieur, recteur de collèges. Il fut un des confesseurs de Thérèse d'Avila et d'Alonso Rodriguez.

## Biographie
D'origine juive ('nouveau chrétien') et disciple de Jean d'Avila, Diego est déjà prêtre lorsqu'il fut reçu dans la Compagnie de Jésus (y adoptant le nom de 'Luis') par Jérôme Nadal. Son admission (en 1554, à Cordoue), sur proposition de Jean d'Avila, constitua la preuve donnée par Nadal à ce dernier qui doutait de la sincérité de la Compagnie de Jésus en ce qui concernait la délicate question des nouveaux chrétiens. Nadal prit avec lui Santander à Alcala, qui avait déjà fait six ans de lettres et de théologie et deux ans d'Écriture sainte, et obtenu un diplôme en lettres. Il était enclin à l'étude des langues, de la théologie scolastique et, surtout, de l'Écriture Sainte.
Envoyé à Valence et à Gandie, il y prit part à des missions populaires avec Baltasar Piñas dans le diocèse d'Albarracín et s'installa à Saragosse vers le mois d'avril 1555. Des émeutes contre les Jésuites dans la ville de Saragosse l'obligent à quitter la ville (31 juillet 1556) avec Piñas et le frère Juan Rojo. Lorsque le différend est réglé grâce à l'intervention de Jeanne d'Autriche, gouverneur du royaume, il retourne avec ses compagnons à Saragosse (9 septembre). Il accompagne les inquisiteurs Gonzalo Arias Gallego et Gaspar Cervantes de Gaete dans trois missions pour faire connaitre l'édit de grâce' aux Morisques et pour aider aux confessions sacramentelles et aux œuvres de réconciliation. L'évangélisation des Morisques est son travail principal. Une fois ces missions terminées (1557), il prêche à Cuenca, Valladolid, Medina del Campo et Salamanque.
Après plusieurs années d'itinérance missionnaire il est nommé en 1559 recteur du collège de Ségovie. Dans cette ville il rencontre Alonso Rodríguez et Thérèse d'Avila dont il devient l'un des confesseurs. Entre 1567 et 1584 il est tour à tour recteur des collège de Valence, d'Alcala et de Pampelune.
En 1581, il se rend à Rome pour y participer à la IVè Congrégation générale (février-avril 1581) qui élira Claudio Acquaviva comme nouveau Supérieur général des Jésuites. Il y revient en 1587 pour une Congrégation des procureurs en tant que représentant de la province jésuite de Castille. Il y reste jusqu'en 1589 car il doit se justifier devant l'Inquisition d'accusations de "décadences spirituelles" portées contre lui. Il est blanchi et peut rentrer à Ségovie en 1590 avant de se retirer à Séville où il meurt quelques années plus tard.